# Ednaldo Pereira
Ednaldo Pereira da Silva (Guarabira, 12 de junho de 1973) é um cantor e compositor brasileiro. Tornou-se um fenômeno da Internet a partir de 2008, com músicas como "Vale Nada Vale Tudo" e "What is the Brother". Suas aparições na TV e internet se tornaram um fenômeno desse tipo no YouTube Poop BR.

## Carreira
Ednaldo Pereira nasceu no distrito de Cachoeira dos Guedes em Guarabira, na Paraíba, em 12 de junho de 1973. Começou a cantar ainda na infância, quando fez suas primeiras composições. Além de cantor e compositor, Ednaldo também atua como gari. Considerado um dos primeiros memes do YouTube, teve seu auge de fama em 2008. No início daquele ano, somados todos os vídeos publicados em seu canal, já havia sido assistido mais de 300 mil vezes. Também fez sucesso no Orkut, com comunidades sendo criadas em sua homenagem. Suas composições e videoclipes viralizaram por seu estilo excêntrico, onde misturava inglês e português. Seus maiores sucessos são "Vale Nada Vale Tudo", "What is the Brother", e "Banido Desbanido". Após uma campanha dos fãs, foi entrevistado por Jô Soares, no Programa do Jô. Em junho de 2008, assinou um contrato autorizando a EMI Music a vender suas músicas como toque de celular. Em 2013, Ednaldo processou a empresa por perdas materiais e danos morais pois a empresa não o pagou corretamente. Em 2018, a Justiça da Paraíba concedeu uma sentença em favor do cantor e a EMI Music foi condenada a pagar por todas as suas músicas baixadas e vendidas.
Após o sucesso como cantor, Ednaldo continuou popular como meme, fazendo sucesso também em outras plataformas. Publica diariamente vídeos de beatbox, novas músicas e, em alguns casos, conteúdo político. Ednaldo utiliza um teclado da marca Casio para compor e performar suas músicas. Seus vídeos geralmente movimentam a câmera de forma que foque em sua barriga, depois em seu rosto, e assim sucessivamente. Em suas redes sociais, publica vídeos onde dá nome a personagens de Ben 10, Pokémon e Digimon, joga bola e posta montagens feitas pelos fãs. Na internet, o cantor também é chamado de "mestre" e "adm", uma abreviação de "administrador", além de ser citado em memes como um "ser poderoso do universo".
Em setembro de 2023, anunciou seu primeiro show completo com uma banda própria, em João Pessoa, que ocorreu em 7 de outubro.

### Homenagens
Em 2020, foi lançado um jogo em sua homenagem, Ednaldo Pereira: Mescladasso, criado por Pedro Gonçalves. Em julho de 2023, Pedro criou mais um jogo em sua homenagem.
Em novembro de 2022, Ednaldo foi um dos homenageados numa arte feita em comemoração aos 135 anos de emancipação de Guarabira, no Beco de Candeia, um dos principais acessos da cidade e lugar histórico do município.